# Ленгауер Наталія Андріївна
Наталія Андріївна Ленгауер (20 серпня 1908, Долинська — 1997) — лікарка швидкої допомоги, Заслужена лікарка УРСР (з 1950 року), Героїня Соціалістичної Праці.

## Життєпис
Народилась в 20 серпня 1908 року в селищі Кефалівці (нині місто Долинська Кіровоградської області) у родині потомствених інтелігентів. Батько, Андрій Ксаверович Ленгауер, інженер-залізничник, походив з роду німецьких колоністів, котрі переселилися на південні землі Російської імперії за запрошення імператриці Катерини II. Мати, Ольга Марківна Честахівська, онука художника Григорія Миколайовича Честахівського, близького друга Т. Шевченка, ініціатора перепоховання Кобзаря на Чернечій Горі.
Почала працювати на Київській центральній станції швидкої допомоги лікаркою в 1946 році, з 1948 року вже очолювала її, пропрацювавши на цій посаді до 1975 року. Це були роки стрімкого розвитку станції.
Наталія Ленгауер домоглася запровадження спеціалізованих бригад швидкої допомоги — психіатричної, неврологічної, токсикологічної, протишокової, гематологічної, дитячої реанімаційної. Завдяки її енергії та наполегливості, починаючи з 50-х років ХХ ст., на Лівобережжі Києва, у віддалених районах та на околицях столиці  активно створюються підстанції "швидкої", що забезпечує  доступність її послуг, швидкість обслуговування викликів. 
З 1961 року починається розвиток кардіологічної служби "швидкої". Ленгауер вперше в СРСР організувала спеціалізовану тромбоемболічну бригаду (1961), що виїжджала на гострі інфаркти. Кількість таких бригад постійно збільшувалась, у 1985  їх налічувалося уже 14. Це був справжній кардіологічний скоропомічний авангард, підсилений роботою цілодобової лабораторії ургентної діагностики.
Саме на Київській станції швидкої медичної допомоги було вперше в СРСР запроваджено передачу ЕКГ телефоном з місця виклику для уточнення діагнозу. Вперше в новітній історії швидкої медичної допомоги протиінфарктна бригада під час виклику на квартирі хворого здійснила введення в порожнину серця електрода, з'єднаного з кардіостимулятором. Головна лікарка станції, Н. Ленгауер стояла поруч із лікарем В. Камінським, який робив цю унікальну операцію. На той час спеціалізованих відділень з гострим інфарктом міокарда в лікарнях не існувало, тому основний удар у порятунку таких пацієнтів брала на себе "швидка". Це була справжня клініка на колесах, що істотно знизила смертність у місті від інфарктів. 
У 60-х роках ХХ століття Київська станція швидко медичної допомоги стає справжньою школою передового досвіду як для вітчизняних фахівців, так і для зарубіжних.
1965: станцію затверджено школою передового досвіду УРСР; 1965: станція стає базою щорічних семінарів ВООЗ; 1966: станція уже школа передового досвіду СРСР; 1967: на базі Київської "швидкої" проходить 4-й Міжнародний Конгрес з питань швидкої медичної допомоги. Станцію двічі відвідує Генеральний секретар ВООЗ. Це був період найвищого підйому авторитету Київської "швидкої", яким вона завдячує Наталії Ленгауер.
За високі заслуги в організації медичного обслуговування населення, зокрема, створення унікальної кардіологічної служби, Наталя Ленгауер була удостоєна Золотої Зірки Героя Соціалістичної праці.
Померла Наталія Андріївна у 1997 році. Похована в Києві, на Лук'янівському цвинтарі (дільниця № 20).

## Звання та нагороди
- Герой Соціалістичної Праці (1969).
- Заслужений лікар Української РСР (1950).
- Почесна грамота Президії Верховної Ради УРСР.